# Koppány
Koppány (? - † 997) fou un noble hongarès de començaments del segle x, senyor de Somogy.

## Biografia
Koppány era fill de Tar Zerind i descendent del gran príncep Árpád d'Hongria. Seria per això que, després de la mort del príncep Géza, pretengué casar-se amb la reina vídua Sarolta i prendre el tron del principat hongarès, iniciant-se així la rebel·lió de Koppány de 997. Si bé Koppány fou batejat segons el ritu cristià ortodox de l'Imperi Romà d'Orient, per prendre el poder defensaria el paganisme, en contraposició a Esteve I, qui havia portat el cristianisme a Hongria des de Roma.
Koppány fou vençut finalment prop de Veszprém, davant dels exèrcits de Sant Esteve comandats per Csanád i el comte germànic Vencelí de Wasserburg, durant la batalla de Veszprém. El seu cos fou posteriorment desmembrat en quatre trossos, que es col·locaren a les portes de les quatre principals ciutats hongareses (Győr, Veszprém, Esztergom i Gyulafehérvár) com un advertiment als pagans.
Els terrenys de Somogy foren reorganitzats com una de les 45 comarques que havia establert Sant Esteve i estigueren controlats per un ispà i pagaren tot el seu delme només a l'Abadia de Pannonhalma.